# Boorschip

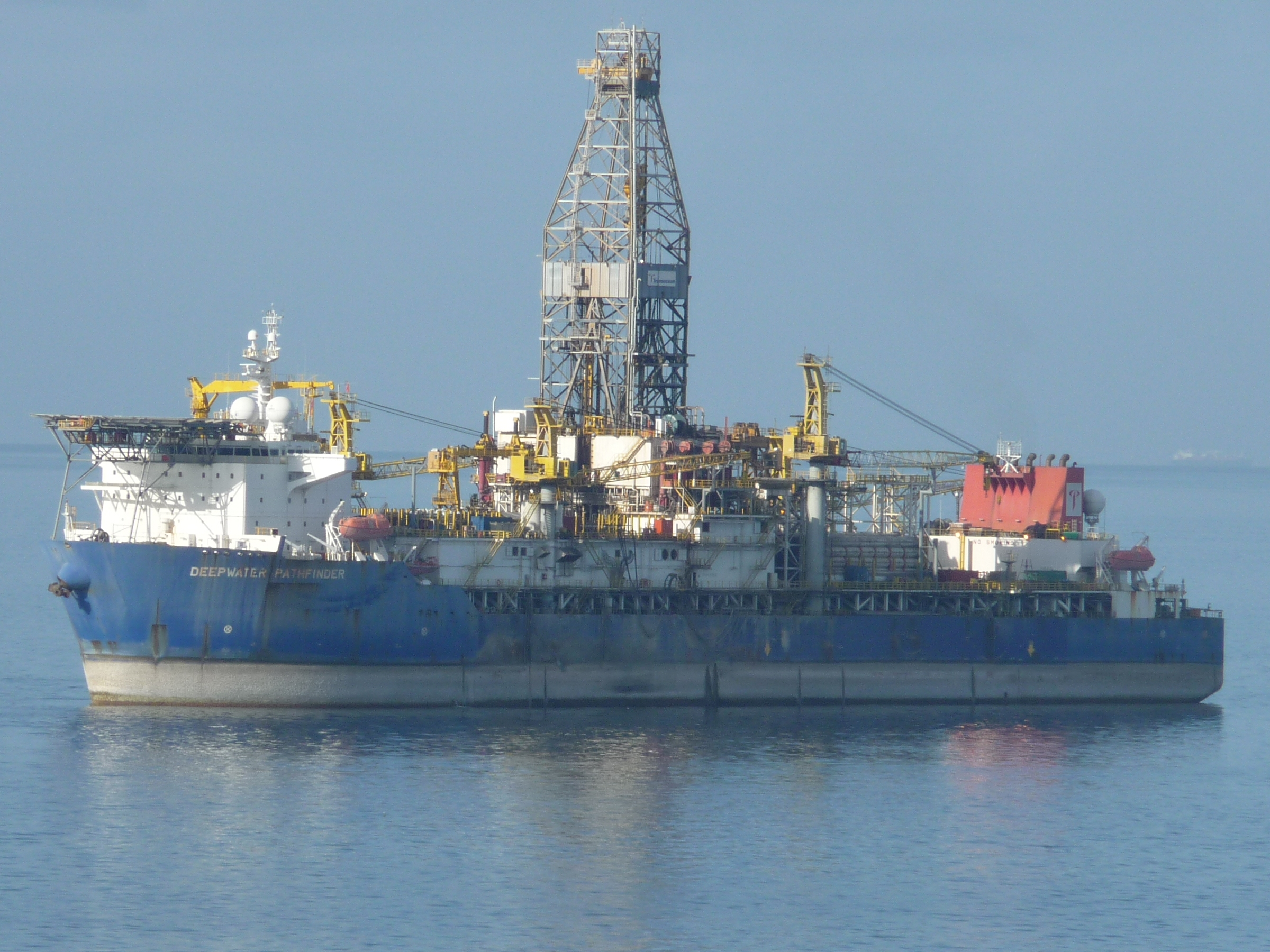
De Deepwater Pathfinder bij Trinidad

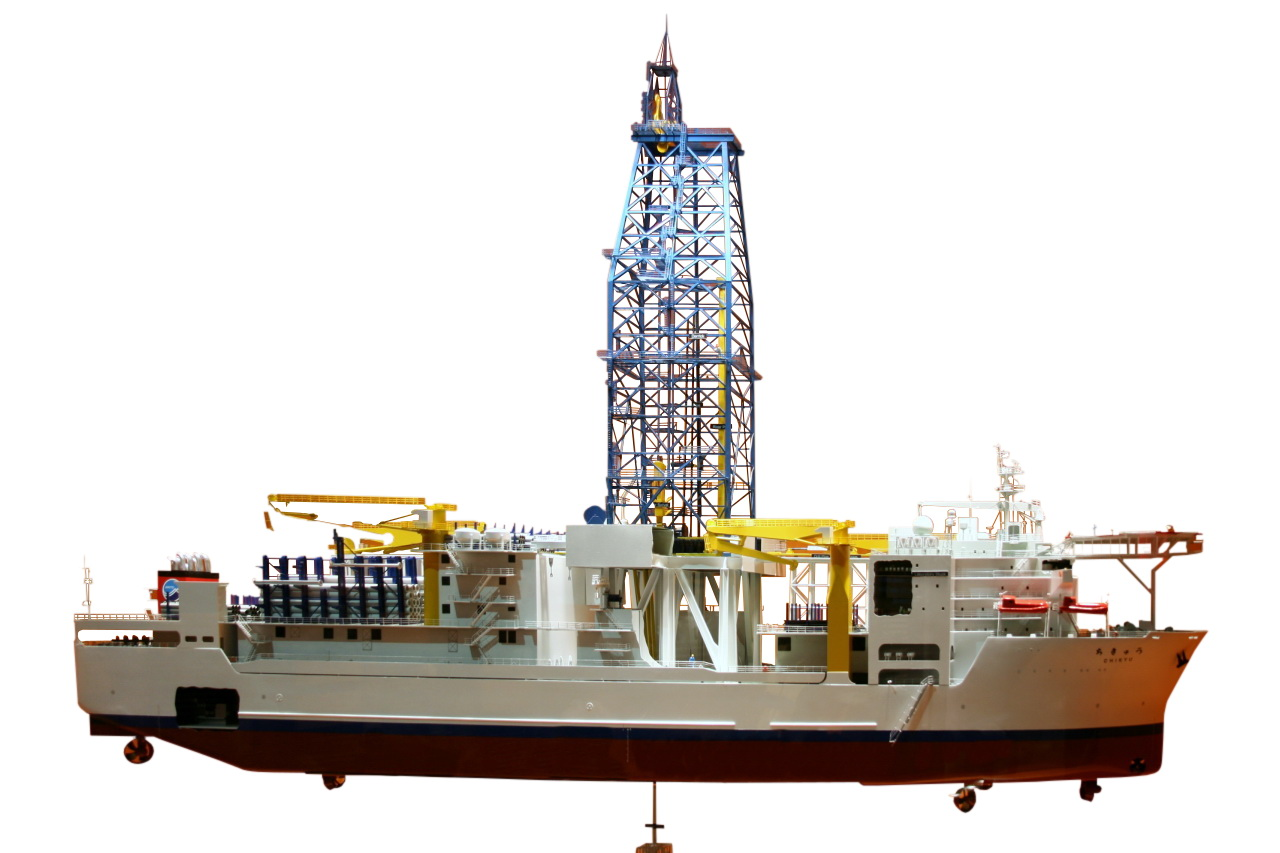
Model van de Chikyu

Een boorschip is een schip dat is uitgerust met boorapparatuur. Het wordt over het algemeen gebruikt voor proefboringen van nieuwe olie- of gasvelden in diep water, maar wordt ook gebruikt voor wetenschappelijke boringen, zoals in het Integrated Ocean Drilling Program. Boorschepen zijn veelal uitgerust met een dynamisch positioneringssysteem (DP-systeem) om op positie te blijven boven de boorput.
Om te boren laat men een boorpijp naar de zeebodem zakken, met aan de onderzijde een eruptieafsluiter (BOP).
Boorschepen zijn een manier om naar olie of gas te boren op zee. Het wordt ook gedaan door halfafzinkbare platforms (semi-submersibles) en hefplatforms (jackups).

## Geschiedenis

### Ombouw van surplusmateriaal
De eerste boorschepen waren omgebouwde oorlogsschepen uit het surplusmateriaal van de Tweede Wereldoorlog. Het eerste boorschip was de Submarex. Deze voormalige onderzeebootjager werd in 1951 verkocht aan het CUSS-consortium dat in 1949 gevormd was toen Shell Oil zich voegde bij Continental Oil, Union Oil en Superior Oil om technieken te ontwikkelen om voor de kust van Californië te kunnen boren. Waar de waterdiepte in de Golf van Mexico geleidelijk toeneemt, is deze bij Californië al dicht bij de kust te diep voor platforms die op de zeebodem rusten.
Het werd omgebouwd en Submarex gedoopt, voor submarine exploration. Aanvankelijk nam men bodemmonsters met behulp van een eenvoudige sleepbak op de draglinemethode en na deze veredelde puts ging men over tot stootbuizen. Na deze kernbuis werd in 1952 een boortoren geplaatst via een cantilever over de bakboordszijde. Deze had een draaitafel naar ontwerp van William Rand om kernboringen uit te voeren. Hierbij moesten de methodes zoals die gebruikt werden op land en vaste platforms worden aangepast aan het bewegende schip. Dit betrof onder meer:
- het zetten en cementeren van verbuizing
- het ontwerp van een stijgbuis (riser) met schuifverbinding om het dompen op te vangen
- het circuleren van boorvloeistof (mud) door deze stijgbuis

In 1953 werd begonnen met boren en een van de bevindingen was dat de boortoren over de zijde het geheel gevoeliger maakte voor scheepsbewegingen. Al met al bleek het niet geschikt voor het risicovollere olieboren en beperkte men zich tot kernboring.
Andere schepen volgden, veelal omgebouwde YMS-1-klasse mijnenvegers. Richfield Oil had de La Ciencia die ook over de zij boorde. Andere vroege schepen waren de La Busca van Submarex Corporation en de Myrnalynn.
De Standard Oil Company of California bouwde in 1955 een oud Landing Ship Medium (LSM) om en verwijderde daarbij de voortstuwing bij wat de Western Explorer werd genoemd. Om te voldoen aan de eisen die door Californië werden gesteld aan olieconcessies, werd er apparatuur geïnstalleerd waarmee de eruptieafsluiter (BOP) op afstand bediend kon worden, zodat er geen duikers meer nodig waren. Dit was daarmee de eerste afstandbedienbare BOP. Er werd ook een moonpool geconstrueerd, zodat de boortoren niet over de zij hoefde te worden geplaatst.
Andere schepen werden daarna ook met een moonpool gebouwd, waaronder de SM-1 van Humble Oil, de Rincon van Richfield en de CUSS I van de CUSS-groep.

### Vroege DP-systemen

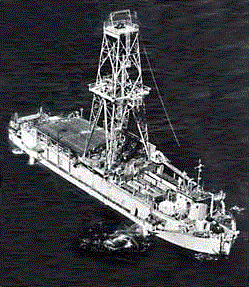
De Cuss 1

In 1958 viel de CUSS-groep uiteen en werd opgevolgd door Global Marine dat de belangrijkste gebruiker van boorschepen werd. In 1961 werd het betrokken bij Project Mohole — een poging om door de aardkorst te boren in de Mohorovičić-discontinuïteit van de American Miscellaneous Society (AMSOC). De CUSS I was een omgebouwd YF-ponton en kon boren in waterdieptes tot ruim 100 meter. Dit was op ankers, zoals alle boorschepen tot dan toe op positie werden gehouden. Bij grotere waterdieptes werd ankeren echter problematisch en daarom kreeg de CUSS I vier grote Harbormaster buitenboordvoortstuwers. Hiermee wist men vanaf maart 1961 het schip handmatig binnen zo'n 600 voet (180 meter) op positie te houden en te boren in waterdieptes tot 3500 meter. Dit gebeurde echter handmatig en niet automatisch.
Shell ging met de Eureka twee maanden later een stap verder. Deze was uitgerust met een roerpropeller voor en achter en was aanvankelijk ook bedoeld om handmatig gepositioneerd te worden. Howard Shatto van Shell dacht echter dat dit te gecompliceerd was, zeker omdat de Eureka ook op ondieper water moest kunnen boren, waar eenzelfde horizontale verplaatsing resulteert in een te grote hoek voor de boorstang. Shatto wilde het positioneren dan ook automatiseren en liet Hughes Aircraft een ontwerp maken met drie PID-regelaars van Honeywell. De regelaars moesten respectievelijk de koersrichting, de langsscheepse en de dwarsscheepse positie vasthouden. De koersrichting werd gemeten met een gyrokompas, terwijl de twee andere regelaars de hoek meten van een draad die strak werd gehouden met een gewicht op de zeebodem, later bekend als light taut wire (LTW). De horizontale positie was af te lezen op een oscilloscoop. Dit systeem werd automatic positioning equipment (APE) genoemd, wat later dynamisch positioneringssysteem (DP) werd. Het bleek het in staat om boringen te verrichten op negen locaties op een dag op waterdieptes variërend van 30 tot 4000 voet, terwijl uitgeankerde schepen slechts tot zo'n 300 voet konden boren. De Eureka beperkte zich tot kernboring, omdat de techniek nog te vaak uitviel om olieboring veilig uit te kunnen voeren.
De Eureka werd gevolgd door de Térébel van het Institut Français du Pétrole (IFP). uitgerust met onder meer twee Schottel-roerpropellers. Ook werd er een boorinstallatie voor kernboring geplaatst die bestond uit een experimentele schietloodopstelling, de flexodrill. In 1964 hield men het schip aanvankelijk nog handmatig op positie, maar in 1965 werd een DP-systeem geïnstalleerd van Thomson-Houston. Om redundantie in te bouwen, werden naast de taut wire ook andere plaatsbepalingssystemen ontwikkeld, waaronder Brémius, een long baseline akoestisch onderwatersysteem (LBL) en Raydist, een vorm van radionavigatie.
De Caldrill I van Caldrill Offshore breidde de redundantie uit naar het regelsysteem. Het kreeg vier grote Harbormaster buitenboordvoortstuwers en dubbele regelaars van Baylor en dubbele taut wires.

### Andere vroege ontwerpen

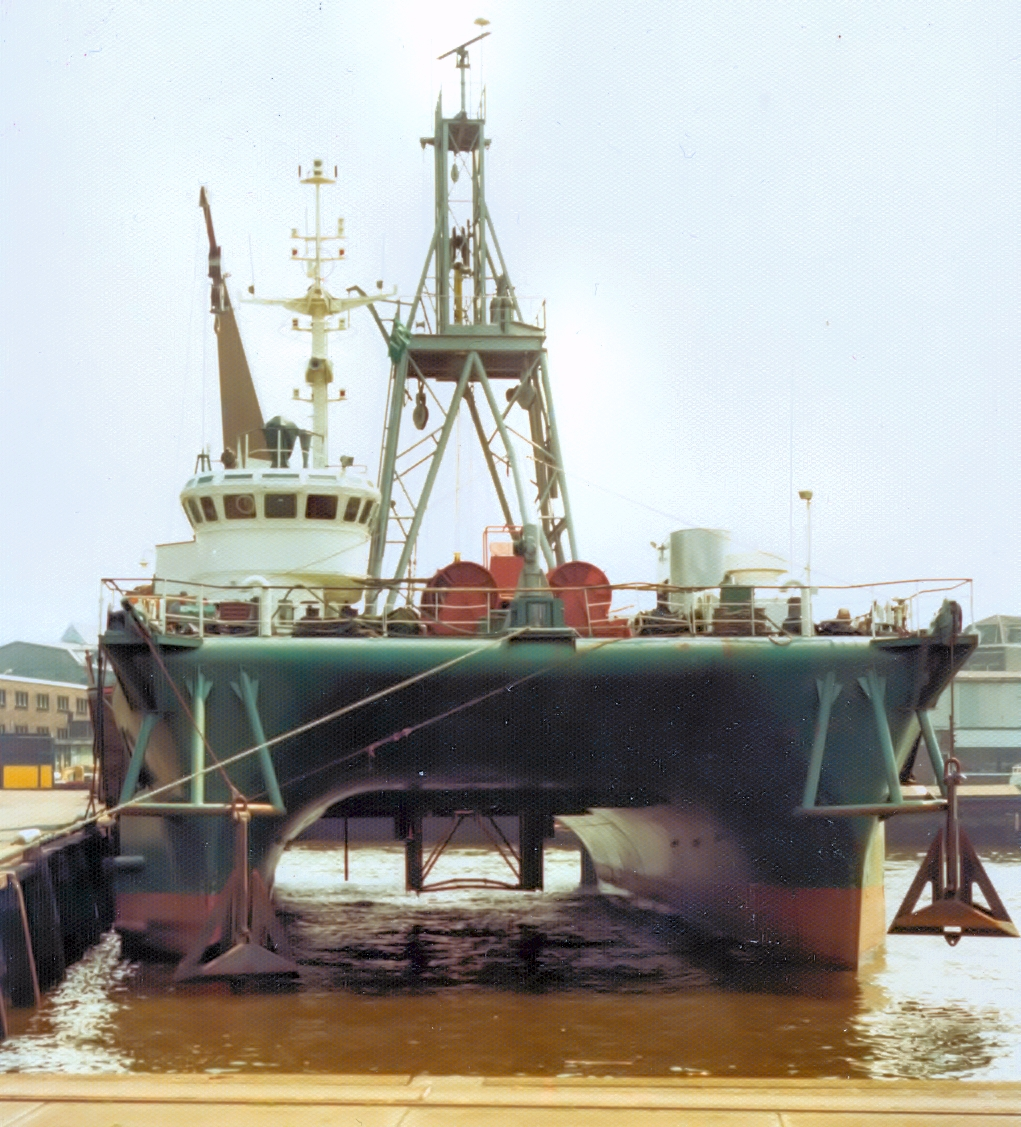
De Duplus in Rotterdam

Zapata liet in 1962 de tender J. C. Craig ombouwen met outriggers tot de Sidewinder.
In 1962 waren de Magnolia Drilling Barge No. 2 en de Magnolia Drilling Barge No. 4 voor Reading & Bates samengevoegd tot C. P. Baker om zo een catamaran te vormen. Een nieuwgebouwde variant naar ontwerp van Friede & Goldman was in 1965 de E. W. Thornton.
De in 1968 gebouwde Duplus naar ontwerp van J.J. Stenger van Trident Offshore was waarschijnlijk de eerste SWATH. De nieuwe vorm van Stenger was gebaseerd op het goede zeegedrag van onderzeeërs op periscoopdiepte. Anders dan bij een catamaran was de waterlijn minimaal. Ook opmerkelijk was de Transworld Rig 61 dat een combinatie van een boorschip, een jackup en een semi.
In Europa werd onder meer het walvisfabrieksschip Thorshøvdi in 1967 omgebouwd naar boorschip en kreeg de naam Drillship.

### Turret mooring
The Offshore Company had vooral jackups, maar zocht ook naar andere concepten. Zo werd in 1959 voor het eerst olie aangeboord vanaf een drijvend ponton. In 1963 werd met de Discoverer het eerste turret moored boorschip gebouwd naar eigen ontwerp. Daarmee werden grotere waterdieptes mogelijk. Elke Discoverer daarna werd groter en kon daardoor dieper boren tot de Discoverer 534 in 1976 3400 voet bereikte.

### Wetenschappelijke boringen

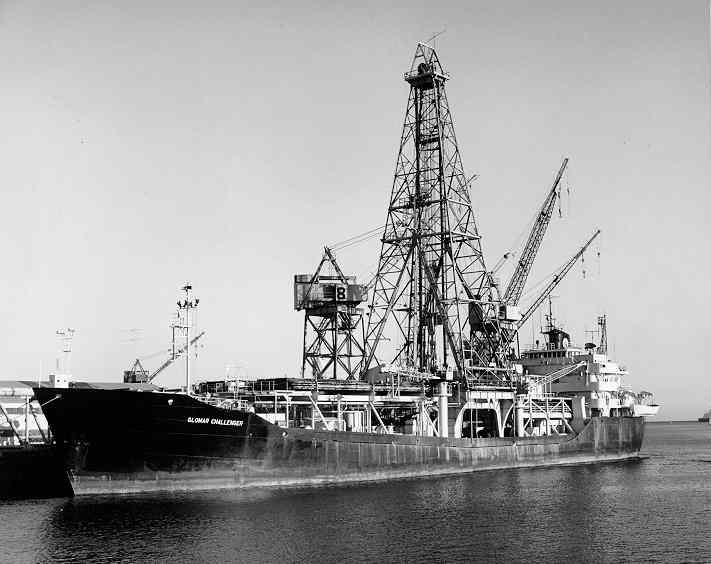
De Glomar Challenger, speciaal gebouwd voor het Deep Sea Drilling Project

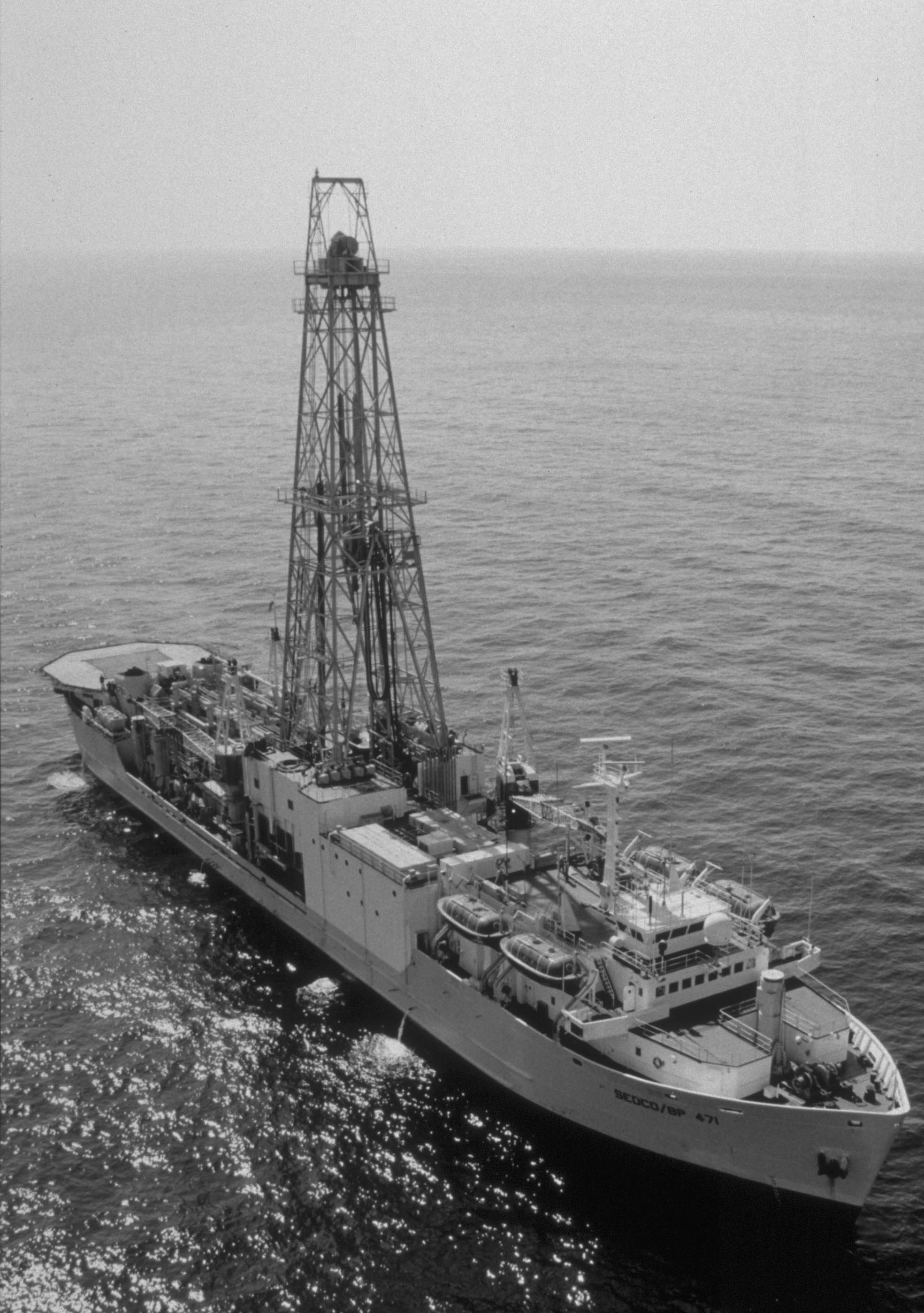
De JOIDES Resolution

Project Mohole kreeg met steeds meer budgetoverschrijdingen te maken door de nieuwe technieken die ontwikkeld werden, terwijl er ook onvrede was over de doelstellingen van het project. Daarnaast waren er geruchten over fraude en zo werd het project in 1966 gestaakt.
De overblijfselen van Project Mohole werden het Joint Oceanographic Institutions for Deep Earth Sampling (JOIDES), voorloper van het huidige Joint Oceanographic Institutions (JOI), dat in 1966 opdracht kreeg van het NSF het Deep Sea Drilling Program op te zetten. Dit was een kleinschaligere opzet met minder innovatie en meer gebruikmakend van de voortgang die werd gemaakt door de commerciële booraannemers. In 1968 kreeg JOIDES langetermijnfinanciering van de National Science Foundation (NSF) en charterden ze de Glomar Challenger - zusterschip van de beroemde Hughes Glomar Explorer - van Global Marine.
In 1983 werd de Glomar Challenger gesloopt en werd het DSDP opgevolgd door het Ocean Drilling Program. De JOIDES Resolution verving het schip in 1985 en vanaf 1985 voor het Ocean Drilling Program werkte dat het DSDP had vervangen. Dit programma werd in 2003 vervangen door het Integrated Ocean Drilling Program dat naast de JOIDES Resolution gebruikmaakte van de Chikyu. In 2013 werd dit programma voortgezet als International Ocean Discovery Program.

### Diep water
De volgende stap naar dieper water was niet meer afgemeerd via de turret, maar met een DP-systeem. Zo werd de Discoverer Seven Seas gebouwd in 1976. Dit brak record na record om uiteindelijk in 1987 in 7582 voet waterdiepte te boren.
The Offshore Company was in het gebruik van een DP-systeem voor olieboring voorgegaan door Sedco dat met Shell en Earl and Wright de in 1971 opgeleverde Sedco 445 ontwikkelde. Naast de twee voortstuwers beschikte het over elf roerpropellers. Deze werd kort daarna gevolgd door de door Gusto ontworpen Pélican-serie waarin de ervaringen met de Térébel waren verwerkt. De Mission Capistrano was al in 1967 uitgerust met een DP-systeem, maar dit was voor het defensie-project Project Artemis. In 1973 werd het omgebouwd naar het boorschip Mission Exploration.

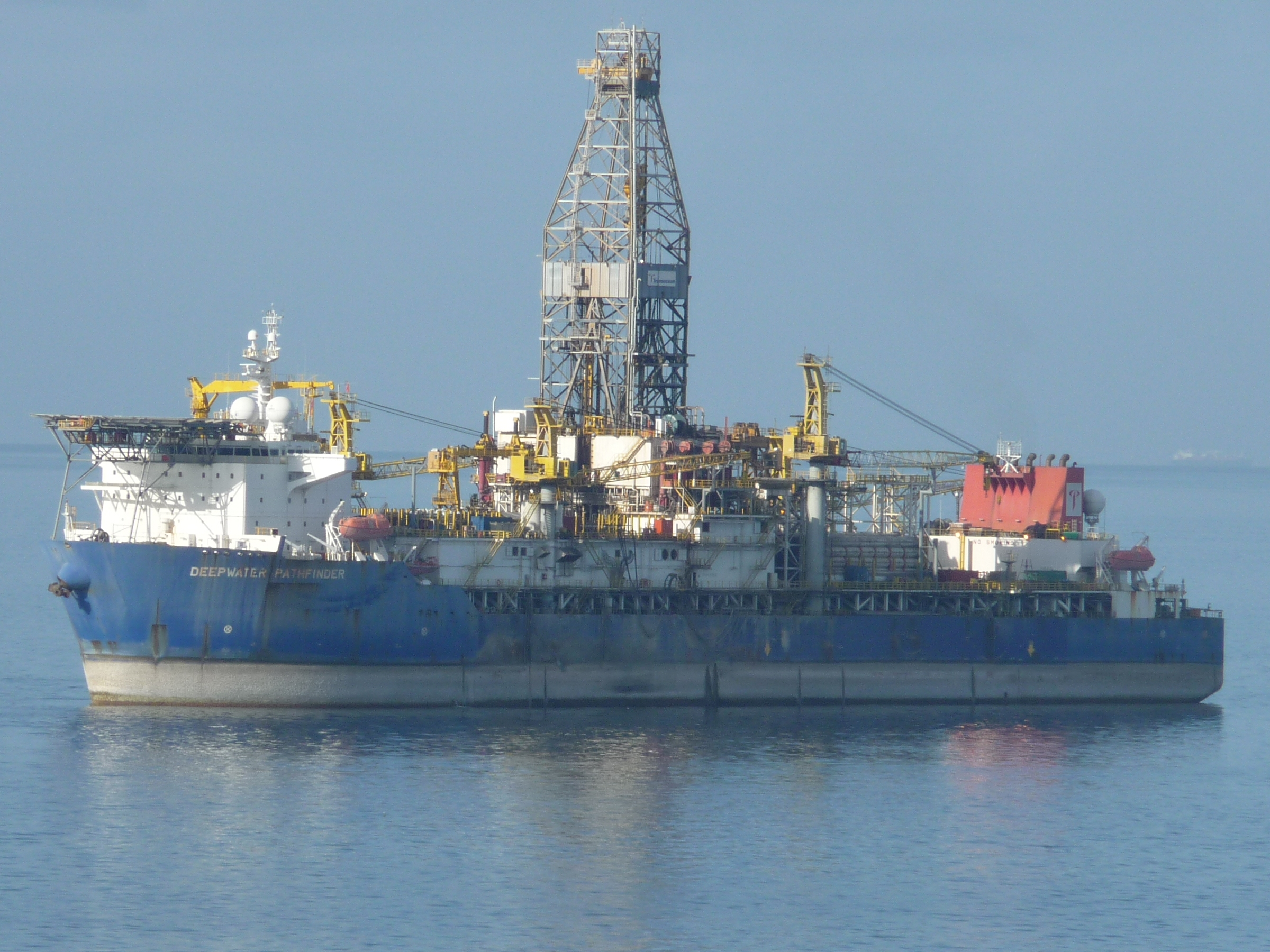
De Deepwater Pathfinder was in 1998 het eerste boorschip van de vijfde generatie

Een grote stap kwam in 1998 met de Deepwater Pathfinder. Reading & Bates Falcon introduceerde hiermee het eerste boorschip van de vijfde generatie, aanmerkelijk groter dan de vorige generaties en het tot dan toe grootste boorschip, de Glomar Explorer. Het schip was vooral groter vanwege de opslagcapaciteit van 100.000 vaten olie, wat het in staat stelt om uitvoerige puttesten uit te voeren. Naar hetzelfde Samsung / Reading & Bates 1000-ontwerp werden nog drie schepen gebouwd.

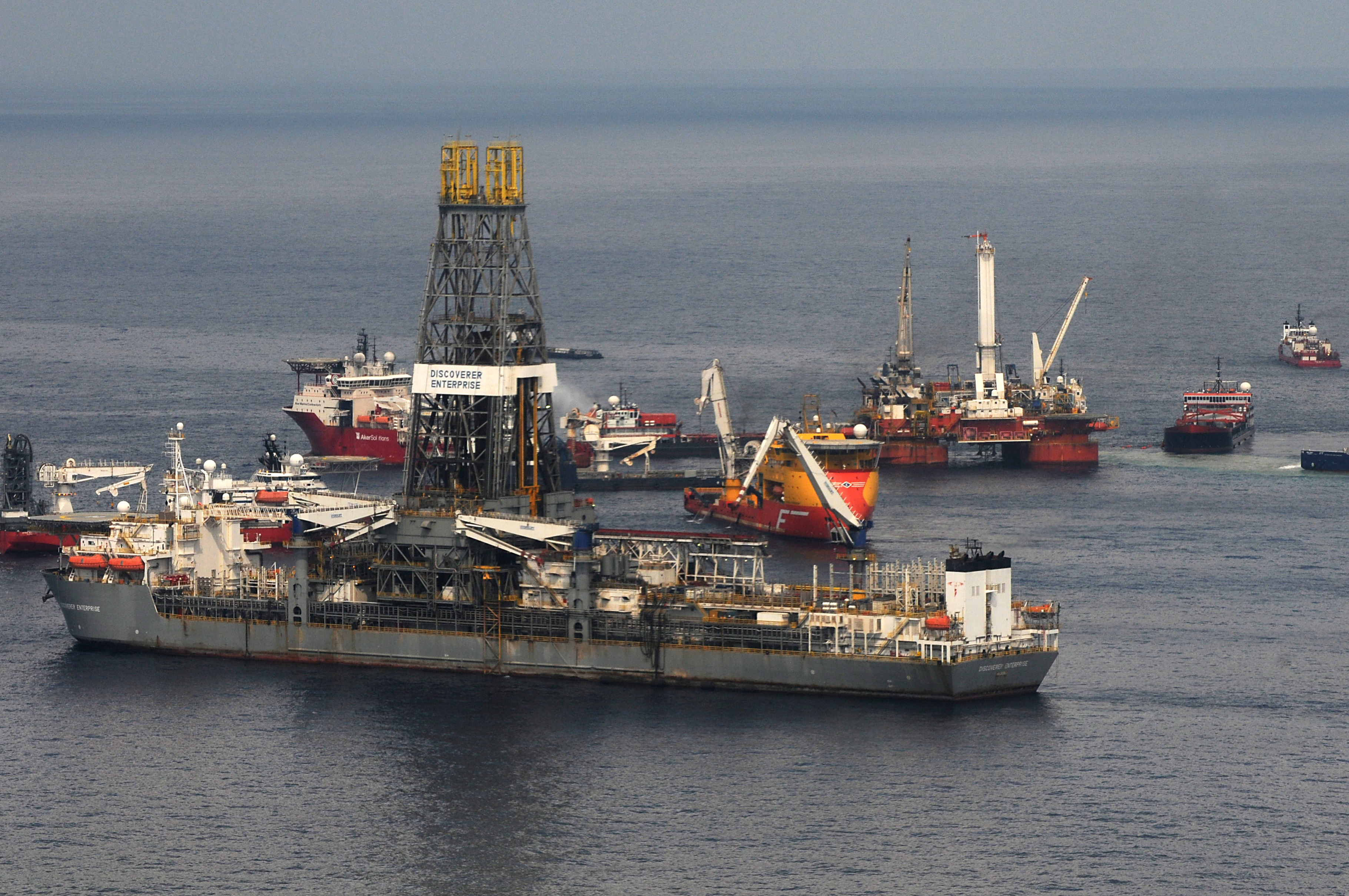
De Discoverer Enterprise in 2010 tijdens de pogingen om een einde te maken aan de olieramp in de Golf van Mexico

De vijfde generatie Discoverer Enterprise was het eerste boorschip met een dubbele boortoren. Het zusterschip Discoverer Deep Seas brak een wereldrecord door in 2003 te boren in 10.011 voet waterdiepte.
In 1999 werden naar Gusto 10000-ontwerp de Pride Angola en de Pride Africa opgeleverd. De Gusto 10000 was als puur boorschip ontworpen, terwijl daarnaast een grotere versie een opslagcapaciteit heeft van 125.000 vaten, de Gusto P10000.
Na de Deepwater Pathfinder kwam Samsung in 2000 met een eigen ontwerp, de S10000, waarvan de Saipem 10000 de eerste was.
De Dhirubhai Deepwater KG2 van dit ontwerp, van Transocean, brak het record in 2011 in 10.194 voet (3107 meter) waterdiepte. Dit werd in 2013 verbroken door zusterschip Dhirubhai Deepwater KG1 met 10.385 voet (3165 meter), om het kort daarna zelf weer te verbreken met 10.411 voet (3174 meter). De Maersk Venturer van het aangepaste Samsung 96K-ontwerp brak dit record in 2016 met 11.156 voet (3400 meter).
Daewoo Shipbuilding & Marine Engineering bracht in 2010 de vergelijkbare DSME 10000 op de markt. Naast deze grote boorschepen volgden ook een serie kleinere, waaronder de GustoMSC PRD12,000, HuisDrill 10000, Samsung GF12000, Espadon 200 en DSME e-Smart.

## Generaties
Bij semi's worden verschillende generaties onderscheiden. Bij boorschepen was dit minder gebruikelijk tot eind jaren 1990 de Discoverer Enterprise als vijfde generatie werd omgeschreven, analoog aan de semi's die toen opgeleverd werden. Deze boorschepen waren aanmerkelijk groter dan daarvoor en waren ontworpen om in waterdieptes tot 10.000 voet te werken. Halverwege de jaren 2000 werd de waterdiepte vergroot tot 12.000 voet, wat wordt aangeduid als zesde generatie.
| Generatie    | Serie                | Ontwerp                        | Jaar        | Waterdiepte | Boordiepte | Foto |
| ------------ | -------------------- | ------------------------------ | ----------- | ----------- | ---------- | ---- |
| 2e           | Glomar II            |                                | 1962        |             |            |      |
|              | Glomar Sirte         |                                | 1965        |             |            |      |
| 3e           | Glomar Grand Isle    |                                | 1967        |             |            |      |
| 2e           | Pélican              |                                | 1972        |             |            |      |
|              | Glomar Grand Banks   |                                | 1972        |             |            |      |
|              | Glomar Pacific       |                                | 1977        |             |            |      |
|              | Glomar R.F. Bauer    |                                | 1983        |             |            |      |
| 5e           | Glomar Hul 456       |                                | 2000        |             |            |      |
| 5e           | Deepwater Pathfinder | Samsung / Reading & Bates 1000 |             |             |            |      |
| 5e           | Enterprise           | Astano / Transocean            | 1998        |             |            |      |
| 5e / 6e      | Gusto P10,000        | GustoMSC                       | 1999 / 2010 |             |            |      |
| 5e / 6e / 7e | Samsung 10,000       | Samsung Heavy Industries       | 2000        |             |            |      |
| 6e           | Enhanced Enterprise  |                                | 2009        |             |            |      |
|              | GustoMSC PRD12,000   |                                | 2011        |             |            |      |
|              | HuisDrill 10000      |                                | 2011        |             |            |      |
|              | Samsung GF12000      |                                | 2015        |             |            |      |
|              | DSME e-Smart         |                                | 2019        |             |            |      |
|              | Espadon 200          |                                | 2019        |             |            |      |